# Bembidion grandicolle
Bembidion grandicolle är en skalbaggsart som beskrevs av John Lawrence LeConte 1852. Bembidion grandicolle ingår i släktet Bembidion och familjen jordlöpare. Inga underarter finns listade i Catalogue of Life.